# بخش مرکزی شهرستان رودبار
بخش مرکزی شهرستان رودبار یکی از بخش‌های شهرستان رودبار در استان گیلان در شمال ایران است.

## تقسیمات کشوری
- بخش مرکزی شهرستان رودبار
  - دهستان رستم‌آباد جنوبی
  - دهستان رستم‌آباد شمالی
  - دهستان کلشتر

شهرها: لوشان، رودبار، منجیل و رستم‌آباد.

## جمعیت
بنابر سرشماری مرکز آمار ایران، جمعیت بخش مرکزی شهرستان رودبار در سال ۱۳۸۵ برابر با ۶۷۳۹۳ نفر بوده است.